# Nikolskoje (sielsowiet ożogiński)
Nikolskoje (ros. Никольское) – wieś (ros. деревня, trb. dieriewnia) w zachodniej Rosji, w sielsowiecie ożogińskim rejonu wołowskiego w obwodzie lipieckim.

## Geografia
Miejscowość położona nad rzeką Ołym, 3,5 km od centrum administracyjnego sielsowietu ożogińskiego (Iwanowka), 16 km od centrum administracyjnego rejonu (Wołowo), 118 km od stolicy obwodu (Lipieck).
W granicach miejscowości znajduje się ulica Stiepnaja (40 posesji).

## Demografia
W 2012 r. miejscowość zamieszkiwało 36 osób.